# 오로슬라니구

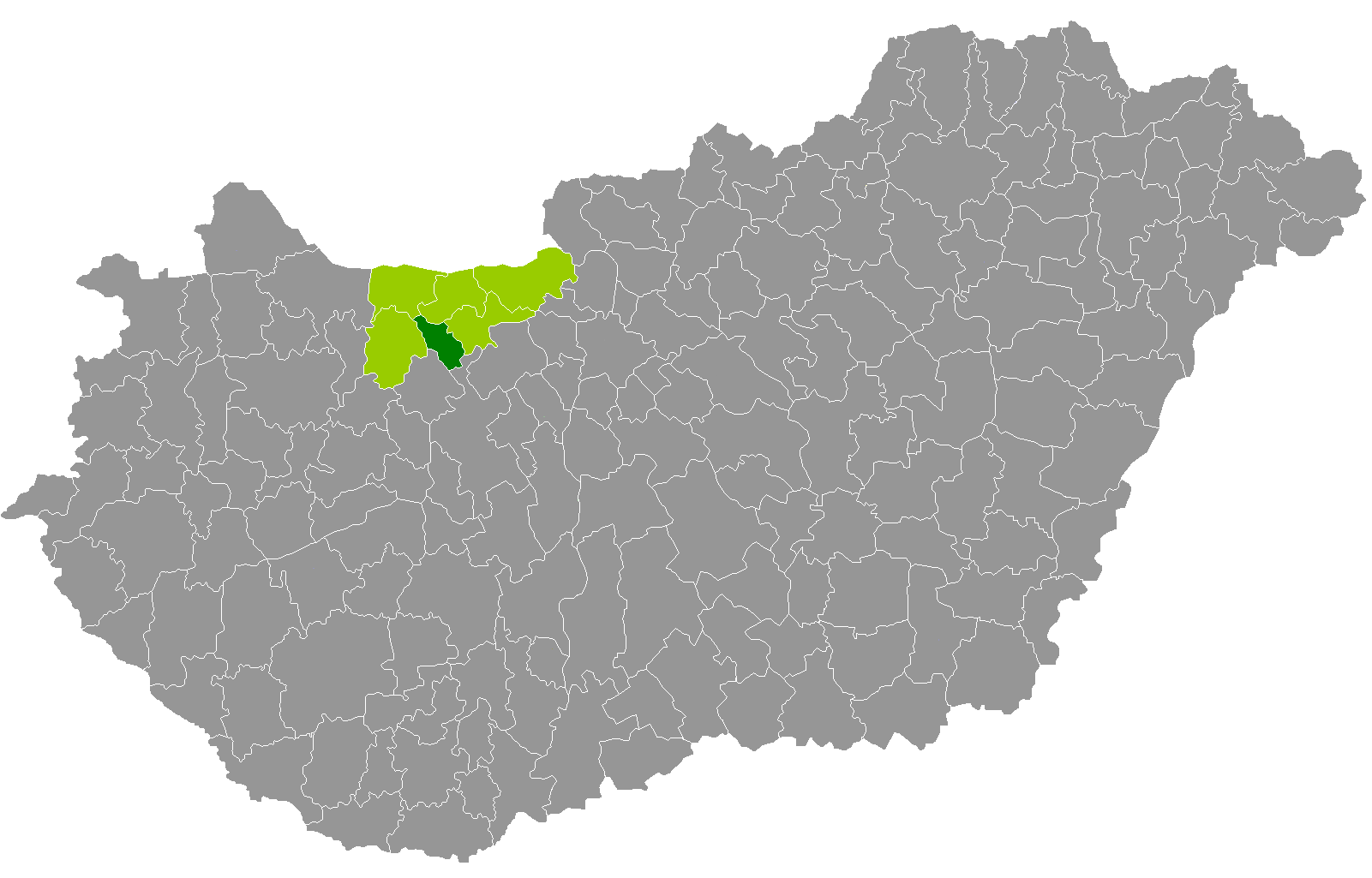
코마롬에스테르곰주 지도에 표시된 오로슬라니구의 위치

오로슬라니구(헝가리어: Oroszlányi járás)는 헝가리 코마롬에스테르곰주에 위치한 구로 구청 소재지는 오로슬라니이며 면적은 199.39km2, 인구는 26,163명(2011년 기준), 인구 밀도는 131명/km2이다.
북쪽으로는 코마롬구, 터터구, 동쪽으로는 터터바녀구, 남쪽으로는 페예르주 비치케구, 모르구, 서쪽으로는 키슈베르구와 접한다. 6개 지방 자치체(1개 시, 5개 마을)를 관할한다.

구 문장